# Август Прю
Август Арт Прю (англ. Augustus Art Prew; народився 17 вересня 1987) — британський актор кіно і телебачення.

## Біографія
Прю народився в передмісті міста Лондон — Гаммерсміт, де закінчив Latymer Upper School.
Батьками Августа були дизайнер одягу Венді Догворти і Джонатан Прю. Старший брат актора Сомерсета Сідні Прю (народився у серпні 1990 року).

## Кар'єра
З 2001 року Прю знявся в п'яти кінофільмах і восьми телевізійних постановках.
Дебютом для актора стала роль Дрю Джиссапа в епізоді серіалу Разом кожен день (2001-02). У 2002 році Август знявся в кінострічці «Мій хлопчик», виконуючи роль Алі. Надалі Прю знявся у фільмі «Подвійне життя Чарлі Сан-Клауда». У 2011 році актор взяв участь в зйомках телесеріалу Борджіа, де зіграв неаполітанського принца Альфонсо II.

## Особисте життя
Прю відкритий гей. 8 січня 2017 року він оголосив про заручини з актором Джеффрі Селфом..

## Фільмографія
| Рік        |   | Українська назва                | Оригінальна назва      | Роль                      |
| ---------- | - | ------------------------------- | ---------------------- | ------------------------- |
| 2001—2002  | с | Разом кожен день                | 24Seven                | Дрю Джіссап               |
| 2002       | ф | Мій хлопчик                     | About a Boy            | Алі                       |
| 2003       | с | Суто англійське вбивство        | The Bill               | Джиммі Гес                |
| 2003       | с | MI-5                            | Spooks                 | Пітер Елліс / Ноа Гліісон |
| 2005       | ф |                                 | Marigold               | Джек Мур                  |
| 2007       | ф |                                 | The Time of Your Life  | Декстер                   |
| 2008       | ф |                                 | Little Rikke           | Карл (озвучка)            |
| 2008       | ф | Таємниця Мунакра                | The Secret of Moonacre | Робін Де Нуар             |
| 2008       | с | Мовчазний свідок                | Silent Witness         | Біньомін Маровскі         |
| 2010       | ф | Подвійне життя Чарлі Сан-Клауда | Charlie St. Cloud      | Елістар Вуллі             |
| 2010       | ф |                                 | Hated                  | Джої                      |
| 2010       | ф |                                 | The Kid                | Юний Кевін Льюїс          |
| 2011       | с | Борджіа                         | The Borgias            | Альфонсо II               |
| 2011       | ф | Софі                            | Sophie                 | Блейк                     |
| 2012       | ф |                                 | Animals                | Ікарі                     |
| 2013       | ф |                                 | Copperhead             | Ні                        |
| 2013 —2014 | с |                                 | The Village            | Джордж Алінгем            |
| 2013       | с | NCIS: Полювання на вбивць       | NCIS                   | Антон Маркам              |
| 2013       | ф | Пипець 2                        | Kick-Ass 2             | Тодд Хейнс                |
| 2014       | с | Клондайк                        | Klondike               | Байрон Епштейн            |
| 2014       | с | Особливо тяжкі злочини          | Major Crimes           | Вейд Веллер               |
| 2015       | ф | Висотка                         | High-Rise              | Монро                     |
| 2016       | ф |                                 | Chubby Funny           | Чарлі                     |
| 2016       | с | Справжній геній                 | Pure Genius            | Джеймс Белл               |
| 2017       | с | Втеча з в'язниці                | Prison Break           | Девід Мартін/«Батіг»      |
| 2018       | ф |                                 | Ibiza                  | Майлс                     |
| 2019       | с |                                 | Special                | Кері                      |
| 2019       | ф |                                 | Almost Love            | Марклін                   |
| 2019       | с | Ранкове шоу                     | The Morning Show       | Шон                       |
| 2019       | с |                                 | Into the Dark          | Камерон                   |